# 장수 양악리 오층석탑
장수 양악리 오층석탑(長水 陽岳里 五層石塔)은 대한민국 전북특별자치도 장수군 계북면, 수방사터로 전하는 양악리 산기슭 밭 가운데에 서 있는 작은 탑이다. 1973년 6월 23일 전라북도의 유형문화재 제21호로 지정되었다.
이 탑은 고려 후기에 만든 것으로 보이며 높이는 3m의 5층탑이다. 몇 차례 옮기는 과정에서 파손된 부분이 있지만 원형은 살펴볼 수 있다. 1층의 사다리꼴 탑신이나, 2층에서 4층의 각층 덮개와 몸체를 하나의 돌로 만든 점이 특징이며, 전체적으로는 소박하고 안정감을 주는 탑이다. 이 탑은 이 부근에 있었다는 심방사와 관련된 것으로 추정된다.

## 참고 자료
- 장수양악탑 - 국가유산청 국가유산포털